# 市原市立五井中学校
市原市立五井中学校（いちはらしりつ ごいちゅうがっこう）は、千葉県市原市五井にある公立中学校。文部科学省学校コードはC112210002119、旧学校調査番号は123905で、教育開発出版所属中学校コードは120185。通称は五中（ごちゅう）、五井中（ごいちゅう）。

## 概要
市原市の五井地区に位置する。校訓は「堅忍不抜」。2017年度（平成29年）学校経営方針によれば、小中一貫教育のカリキュラム研修を進める予定が掲げられている。

## 沿革

### 年表
- 1947年（昭和22年）4月1日 - 学校教育法施行に伴い、五井町立五井中学校開校[4]。
- 1961年（昭和36年）4月1日 - 新校舎建設開始[4]。
- 1963年（昭和38年）5月1日 - 市原市市制施行に伴い、市原市立五井中学校に[4]。
- 1978年（昭和53年）4月1日 - 本校を仮校舎として市原市立若葉中学校分離開校[4]。
- 2021年（令和3年）4月1日 - 生徒数増加のため通学区域縮小。当該区域は市原市立若葉中学校の通学区域に[4]。

## 校則

### 校章
篆書体の「五」に万年筆と陸上トラックを組み合わせ、文武両道を表現している。

### 校歌
作詞は川路柳虹。

### 制服
2001年（平成13年）に、制服を現行デザインに変更している。
1. 冬服
  - 男子：白いYシャツ、青と空色のストライプ柄のネクタイ、紺色のブレザー（2つボタン）、明るいグレーのスラックス
    - 女子：白いブラウス、青と空色のストライプ柄のリボン、紺色のブレザー（2つボタン）、明るいグレーのスカート（膝丈）
2. 夏服
  - 男子：白いYシャツ、明るいグレーのチェック柄スラックス
  - 女子：白いブラウス、明るいグレーのスカート（膝丈）

### 制定ジャージ
上下共に空色のジャージ。

### 制定体操服
上は白系、下はジャージと同色系。

### その他
- 距離によっては自転車通学が可能である。

## 施設

### 敷地
- 所在地：〒290-0056 千葉県市原市五井922番地2
- 敷地面積：31,191m2
- 取得価格：1,650,263,862円
- 都市計画区域：第一種住居地域
- 指定建蔽率：60%
- 指定容積率：200%

### 建物
| 棟番号 | 棟名称                 | 構造主体 | 階数 | 階数 | 延床面積   | 建築年 | 耐震情報 | 耐震情報 |                        |
| 棟番号 | 棟名称                 | 構造主体 | 地上 | 地下 | (m²)       | 建築年 | 耐震診断 | IS値     | 備考                   |
| ------ | ---------------------- | -------- | ---- | ---- | ---------- | ------ | -------- | -------- | ---------------------- |
| 001    | 校舎・園舎             | RC造     | 3    | 0    | 1,720.00m2 | 1972   |          | 0.76     | 特別教室棟             |
| 002    | 体育館                 | RC造     | 3    | 0    | 1,594.00m2 | 1990   | 新耐震   |          |                        |
| 003    | 校舎-5                 | RC造     | 2    | 0    | 1,484.00m2 | 1971   |          | 0.71     | 管理棟                 |
| 004    | 校舎-1                 | RC造     | 3    | 0    | 1,302.00m2 | 1965   |          | 0.72     | 第3校舎                |
| 005    | 校舎-2                 | RC造     | 3    | 0    | 873.00m2   | 1962   |          | 0.77     | 第2校舎                |
| 006    | 校舎-3                 | RC造     | 3    | 0    | 725.00m2   | 1961   |          | 0.74     | 第1校舎                |
| 007    | 武道場                 | S造      | 1    | 0    | 674.00m2   | 1985   | -        |          |                        |
| 008    | 校舎-7                 | RC造     | 2    | 0    | 327.00m2   | 1989   | 新耐震   |          | 技術棟                 |
| 009    | 校舎-5                 | RC造     | 2    | 0    | 240.00m2   | 1975   |          |          | ロビー等               |
| 010    | 給食室・校舎ー4        | S造      | 1    | 0    | 208.00m2   | 1968   | -        | 0.88     | 第3校舎                |
| 011    | 倉庫・物置             | RC造     | 1    | 0    | 201.00m2   | 1990   | 新耐震   |          |                        |
| 012    | 渡り廊下ー1            | RC造     | 3    | 0    | 184.00m2   | 1988   | 新耐震   |          |                        |
| 013    | 脱衣室・更衣室         | S造      | 1    | 0    | 80.00m2    | 2001   | -        |          |                        |
| 014    | 倉庫・物置             | S造      | 1    | 0    | 50.00m2    | 2001   | -        |          |                        |
| 015    | 自転車置場・置場       | S造      | 1    | 0    | 41.18m2    | 2011   | -        |          |                        |
| 016    | 保健室・医務室・衛生室 | 木造     | 1    | 0    | 26.00m2    | 1985   | -        |          | 現在はカウンセリング室 |

## 規模
2021年（令和3年）4月1日現在は、全校生徒868名、27学級。市原市内で最大となっている。なお、生徒数の過去最大は、1982年（昭和57年）時点の1,491名である。

## 諸活動

### 部活動
●運動部門
バレーボール部（女子のみ）
バスケットボール部（男女）
野球部（男女問わず）
卓球（男女）
ソフトテニス部（男女）
サッカー部
陸上部（男女）
水泳部（男女）
●文化部門
家庭科部
美術部
パソコン部
吹奏楽部
演劇部

## 年間行事
入学式
修学旅行（3年）
体育祭
校外学習（２年）
校外学習（１年）
五和祭（文化祭）
卒業式

## 通学区域
以下の町丁字とその範囲を通学区域に指定している。
- 五井南海岸
- 岩崎大字、1 - 2丁目
- 岩崎西1丁目
- 玉前
- 玉前西1 - 3丁目
- 出津
- 出津西1丁目
- 飯沼
- 岩野見
- 平田
- 五井東1 - 2丁目
- 五井西1 - 7丁目
- 藤井
- 村上の一部
- 惣社の一部
- 根田の一部
- 五井の一部
- 君塚1丁目の一部
- 五井中央東1 - 2丁目
- 五井中央西1・3丁目、2丁目の一部
- 五井中央南1丁目
- 更級1 - 5丁目

## 通学区域内施設
通学区域内の主な施設は以下の通りである。
- 五井駅
- 市原市立中央図書館
- サンプラザ市原
  - 市原市役所五井支所
- 五井会館

- 千葉県立京葉高等学校
- アリオ市原
- カインズモール市原

## 小学校区
- 市原市立五井小学校
- 市原市立京葉小学校
- 市原市立国府小学校

## 隣接中学校区
- 市原市立八幡中学校
- 市原市立若葉中学校
- 市原市立国分寺台中学校
- 市原市立国分寺台西中学校
- 市原市立東海中学校
- 市原市立千種中学校

## アクセス
JR東日本五井駅から

## 出身有名人
- 小出譲治（市原市長）
- 積田景介（サッカー選手）
- 荒木淳一（画家）
- 石井弘寿（野球選手）